# Stadtbus Transportes Coletivos
A Stadtbus Transportes Coletivos é uma empresa de transporte coletivo, com sede em Santa Cruz do Sul, no Rio Grande do Sul. Fundada em 1990, opera o sistema de transporte coletivo por ônibus na cidade, além de linhas intermunicipais para municípios da região.
A partir de 2005, a empresa expandiu suas operações para outros municípios do Rio Grande do Sul. Nesse ano, a Stadtbus participou de uma licitação do transporte público em São Luiz Gonzaga, sendo declarada vencedora do certame.
No ano seguinte, outros municípios gaúchos passaram a contar com os ônibus da Stadtbus em seu transporte urbano, bem como iniciou operações em outros estados brasileiros. Os municípios atendidos pela empresa são: Bagé, Cachoeirinha, Campo Bom, Esteio (integra o Consórcio Operacional Esteio com mais cinco empresas), Rosário do Sul, Santa Cruz do Sul e São Luiz Gonzaga, no Rio Grande do Sul, Botucatu, em São Paulo, Luís Eduardo Magalhães, na Bahia, e municípios do Mato Grosso, com fretamento.

## Licitações na Grande Porto Alegre

### Cachoeirinha
Em 2008, o município de Cachoeirinha, na Região Metropolitana de Porto Alegre, abriu uma licitação, na modalidade concorrência pública, para a concessão de empresa de ônibus atuando dentro do município. A Stadtbus participou do certame, concorrendo apenas com a empresa Transcal, que já operava o transporte intermunicipal entre Cachoeirinha e Porto Alegre. Após diversos entraves no processo licitatório, motivados por recursos interpostos pela Stadtbus contestando o resultado da licitação em que havia sido declarada a Transcal a vencedora, no ano de 2011, o então prefeito de Cachoeirinha, Vicente Pires, determinou a realização de um sorteio público para definir qual das empresas seria a vencedora. O sorteio dependeu do extração da Loteria Federal da CEF. Em setembro de 2011, a empresa sorteada foi a Stadtbus, a qual adquiriu ônibus e micro-ônibus novos para operação no município.

### Campo Bom
Também em 2011, venceu a licitação de Campo Bom, iniciando as operações em 15 de agosto de 2011 junto com a Viação Campo Bom, operando as mesmas linhas.

### Esteio
Em 2012 a empresa ganhou a licitação em Esteio, começando a operar na cidade em 14 de fevereiro de 2013, juntamente com mais cinco empresas.

## Licitação em Porto Alegre
A vitória nas licitações por diversos municípios do Rio Grande do Sul certamente credenciou a Stadtbus a participar de uma das mais comentadas e polêmicas licitações do estado no transporte público, justamente na capital, Porto Alegre. Desde a manifestação de interesse por parte da EPTC de criar um edital para licitar o transporte por ônibus na capital, a empresa santa-cruzense por diversas vezes manifestou interesse em participar. Após duas tentativas vazias, um terceiro edital foi apresentado, e a Stadtbus participou, sem consórcio, de três das seis áreas previstas pelo certame, em duas com valor menor às apresentadas pelas empresas veteranas. A Stadtbus acabou sendo desclassificada do certame em todas as bacias em que concorreu, devido a não apresentar a documentação necessária e fixar um valor de tarifa acima do permitido. A empresa irá recorrer da decisão.

## Frota
A frota da Stadtbus em Santa Cruz do Sul possui os modelos de ônibus: carrocerias Marcopolo Viale (standard e articulado), Ciferal Citmax e Marcopolo Torino G7, em chassis Mercedes-Benz e Volkswagen.
A frota de Cachoeirinha possui modelos de carroceria Mascarelo GranVia III, Mascarello GranMicro e Marcopolo Senior G7, em chassis Mercedes-Benz e Agrale.
A frota da empresa em Esteio é de apenas 5 veículos, todos fabricados pela Mascarello modelo GranMidi com chassi Agrale, dotados de ar condicionado e acessibilidade para cadeirantes.
A frota em Campo Bom é de 8 veículos de carroceria Marcopolo Senior Midi e chassis Agrale, todos com acessibilidade para cadeirantes e uma das unidades com suporte para bicicletas.